# Pan Island Expressway
Der Pan Island Expressway (Abkürzung: PIE; chinesisch 泛岛高速公路, Pinyin Fàndǎo Gāosù Gōnglù; Tamil தீவு விரைவுச்சாலை; malaiisch Lebuhraya Rentas Pulau) ist die älteste und längste Schnellstraße Singapurs. Derzeit ist sie auch Singapurs längste Straße. Sie erstreckt sich fast über die gesamte Länge der Insel und verbindet Tuas im Westen mit Singapore Changi Airport im Osten. Ihre Länge beträgt 42,8 Kilometer.

## Geschichte
Der Bau der PIE begann im Jahr 1964 und begann in drei Phasen: Die erste Phase war die Verbreiterung der Straßen – Whitley Road, Jalan Toa Payoh, Jalan Kolam Ayer und Paya Lebar Way. Diese Strecken wurden 1969 fertiggestellt. Die Straße mit der historischen Markierung von der Whitley Road nach Jalan Anak Bukit wurde 1975 gebaut und fertiggestellt.
Offen wurde die neue Straße bis zum Flughafen Changi bis 1980 gebaut. Die vierte Phase wurde erst 1981 in der Corporation Road fertiggestellt. Die Schnellstraße war nach ihrer Fertigstellung nur 35 Kilometer lang.

### Erweiterung
Der Umbau und die Erweiterung des Pan Island Expressway begann 1992, als zwei weitere Schnellstraßen gleichzeitig gebaut wurden, nämlich der Kranji Expressway und der Ayer Rajah Expressway, die zum Tuas Checkpoint erweitert wurden PIE, die sich mit der Nanyang Technological University und der Bahar Flyover kreuzt und bei Tuas Flyover endet, wurde 1995 fertiggestellt.
Als der Verkehrsaufkommen zwischen PIE und KJE nach Jurong Industrial Estate zunahm, verbesserte die LTA die PIE von Tengah Flyover zur Tuas Road auf eine vierspurige Schnellstraße. Die Arbeit begann im März 2004 und endete im März 2006.
Beginnend im Juli 2011 wurde auch die Strecke des PIE von der Clementi Avenue 6 bis zur Adam Road, einer der Hauptdurchfahrten, erweitert: Die Erweiterungsarbeiten erforderten eine Vergrößerung des PIE um jeweils eine Spur in jede Richtung sowie die strukturelle Erweiterung um Eng Neo, Chantek und Anak Bukit Flyovers: Die erweiterten Teile wurden ab Juli 2013 schrittweise für den Verkehr freigegeben. Heute ist die Strecke von BKE bis Adam Road eine 6-spurige Schnellstraße.
Bewohner der Anak Bukit Flyover können mit der Umsetzung von Lärmschutzwänden eine Verkehrsentlastung erwarten, was ein Versuch ist, den Verkehrslärm zu reduzieren. Die Installationsarbeiten beginnen am 13. August 2014 und werden im Oktober 2014 abgeschlossen. Die Lärmschutzwände sollen den Lärm reduzieren, der auf die Bewohner von Anak Bukit abzielt.
Die Arbeiten für den Bau einer Fahrzeugunterführung an der PIE-Ausfahrt 26A beginnen ebenfalls. Die neue Unterführung ersetzt die alte Unterführung von Jalan Anak Bukit. Nach der Fertigstellung können Autofahrer die Schnellstraße durch die linke Spur in Richtung Jalan Anak Bukit verlassen, wodurch der Gesamtverkehrsfluss verbessert wird. So wird die Hua Guan Avenue (Teil) neu ausgerichtet und zu einer zweispurigen Straße ausgebaut. Der Bau wird im 2. Quartal 2018 beginnen und im 4. Quartal 2021 abgeschlossen sein.

## Stadtteile entlang der Autobahn
- Jurong
- Bukit Timah
- Toa Payoh
- Eunos
- Bedok
- Tampines
- Kallang
- Tuas